# Gran Premio de Aragón de Superbike de 2022
El Gran Premio de Aragón de Superbike (oficialmente Pirelli Aragon Round) fue la 1°ra ronda de la Temporada 2022 del Campeonato Mundial de Superbikes. El Gran Premio se disputó entre las fechas 8 y 10 de abril de 2022. La carrera se disputó con presencia de las cuatro categorías: WSBK, WSSP, WSSP300 y R3 bLU cRU Cup.

## Resultados

### WSBK

#### Superpole
| Pos.    | N.º | Piloto          | Equipo                           | Constructor | Tiempo   |
| ------- | --- | --------------- | -------------------------------- | ----------- | -------- |
| 1       | 1   | T. Razgatlioglu | Pata Yamaha with Brixx WorldSBK  | Yamaha      | 1:48.267 |
| 2       | 19  | A. Bautista     | Aruba.it Racing                  | Ducati      | +0.006   |
| 3       | 65  | J. Rea          | Kawasaki Racing Team WorldSBK    | Kawasaki    | +0.209   |
| 4       | 21  | M. Rinaldi      | Aruba.it Racing                  | Ducati      | +0.279   |
| 5       | 22  | A. Lowes        | Kawasaki Racing Team WorldSBK    | Kawasaki    | +0.719   |
| 6       | 55  | A. Locatelli    | Pata Yamaha with Brixx WorldSBK  | Yamaha      | +0.731   |
| 7       | 7   | I. Lecuona      | Team HRC                         | Honda       | +1.062   |
| 8       | 37  | I. Mykhalchyk   | BMW Motorrad WorldSBK Team       | BMW         | +1.180   |
| 9       | 47  | A. Bassani      | Motocorsa Racing                 | Ducati      | +1.187   |
| 10      | 76  | L. Baz          | Bonovo Action BMW                | BMW         | +1.202   |
| 11      | 31  | G. Gerloff      | GYTR GRT Yamaha WorldSBK Team    | Yamaha      | +1.274   |
| 12      | 5   | P. Oettl        | Team Goeleven                    | Ducati      | +1.369   |
| 13      | 97  | X. Vierge       | Team HRC                         | Honda       | +1.388   |
| 14      | 50  | E. Laverty      | Bonovo Action BMW                | BMW         | +1.392   |
| 15      | 2   | R. Tamburini    | Yamaha Motoxracing WorldSBK Team | Yamaha      | +1.462   |
| 16      | 45  | S. Redding      | BMW Motorrad WorldSBK Team       | BMW         | +1.491   |
| 17      | 44  | L. Mahias       | Kawasaki Pucceti Racing          | Kawasaki    | +1.814   |
| 18      | 29  | L. Bernardi     | BARNI Spark Racing Team          | Ducati      | +1.847   |
| 19      | 3   | K. Kozane       | GYTR GRT Yamaha WorldSBK Team    | Yamaha      | +2.831   |
| 20      | 16  | G. Ruiu         | Bmax Racing                      | BMW         | +2.988   |
| 21      | 23  | C. Ponsson      | Gil Motor Sport-Yamaha           | Yamaha      | +3.255   |
| 22      | 36  | L. Mercado      | MIE Racing Honda Team            | Honda       | +3.422   |
| 23      | 35  | H. Syahrin      | MIE Racing Honda Team            | Honda       | +3.745   |
| 24      | 84  | L. Cresson      | TPR Team Pedercini Racing        | Kawasaki    | +4.383   |
| 25      | 52  | O. Konig        | Orelac Racing Verdnatura         | Kawasaki    | +4.572   |
| Fuente: |     |                 |                                  |             |          |

#### Race 1
| Pos.    | N.º | Piloto          | Equipo                           | Constructor | Vueltas | Tiempo | Puntos |
| ------- | --- | --------------- | -------------------------------- | ----------- | ------- | ------ | ------ |
| 1       | 65  | J. Rea          | Kawasaki Racing Team WorldSBK    | Kawasaki    | 18      |        | 25     |
| 2       | 19  | A. Bautista     | Aruba.it Racing                  | Ducati      | 18      |        | 20     |
| 3       | 1   | T. Razgatlioglu | Pata Yamaha with Brixx WorldSBK  | Yamaha      | 18      |        | 16     |
| 4       | 21  | M. Rinaldi      | Aruba.it Racing                  | Ducati      | 18      |        | 13     |
| 5       | 55  | A. Locatelli    | Pata Yamaha with Brixx WorldSBK  | Yamaha      | 18      |        | 11     |
| 6       | 7   | I. Lecuona      | Team HRC                         | Honda       | 18      |        | 10     |
| 7       | 97  | X. Vierge       | Team HRC                         | Honda       | 18      |        | 9      |
| 8       | 37  | I. Mykhalchyk   | BMW Motorrad WorldSBK Team       | BMW         | 18      |        | 8      |
| 9       | 31  | G. Gerloff      | GYTR GRT Yamaha WorldSBK Team    | Yamaha      | 18      |        | 7      |
| 10      | 50  | E. Laverty      | Bonovo Action BMW                | BMW         | 18      |        | 6      |
| 11      | 76  | L. Baz          | Bonovo Action BMW                | BMW         | 18      |        | 5      |
| 12      | 29  | L. Bernardi     | BARNI Spark Racing Team          | Ducati      | 18      |        | 4      |
| 13      | 5   | P. Oettl        | Team Goeleven                    | Ducati      | 18      |        | 3      |
| 14      | 44  | L. Mahias       | Kawasaki Pucceti Racing          | Kawasaki    | 18      |        | 2      |
| 15      | 45  | S. Redding      | BMW Motorrad WorldSBK Team       | BMW         | 18      |        | 1      |
| 16      | 47  | A. Bassani      | Motocorsa Racing                 | Ducati      | 18      |        | 0      |
| 17      | 2   | R. Tamburini    | Yamaha Motoxracing WorldSBK Team | Yamaha      | 18      |        | 0      |
| 18      | 3   | K. Kozane       | GYTR GRT Yamaha WorldSBK Team    | Yamaha      | 18      |        | 0      |
| 19      | 23  | C. Ponsson      | Gil Motor Sport-Yamaha           | Yamaha      | 18      |        | 0      |
| 20      | 36  | L. Mercado      | MIE Racing Honda Team            | Honda       | 18      |        | 0      |
| 21      | 35  | H. Syahrin      | MIE Racing Honda Team            | Honda       | 18      |        | 0      |
| 22      | 52  | O. Konig        | Orelac Racing Verdnatura         | Kawasaki    | 18      |        | 0      |
| 23      | 84  | L. Cresson      | TPR Team Pedercini Racing        | Kawasaki    | 18      |        | 0      |
| RET     | 22  | A. Lowes        | Kawasaki Racing Team WorldSBK    | Kawasaki    | 6       |        | 0      |
| RET     | 16  | G. Ruiu         | Bmax Racing                      | BMW         | 4       |        | 0      |
| Fuente: |     |                 |                                  |             |         |        |        |